# Hotel California (Eagles-dal)
A Hotel California az Eagles 1976. december 8-án megjelent azonos című albumának címadó dala, melyet 1977 februárjában kislemezként is kiadtak. A dalt Don Felder (zene), Don Henley és Glenn Frey (szöveg) írta. Az eredeti felvételen Henley énekli a szólót, a dal Felder és Joe Walsh mintegy másfél perces elektromosgitár-összjátékával fejeződik be.
A dalt az együttes legnevezetesebb felvételének tartják, hosszú, gitáron játszott befejező részét (coda) a Guitarist magazin olvasói 1998-ban minden idők legjobb gitárszólójának szavazták meg. A dal az 1978-as Grammy-díjkiosztón megkapta az év felvételéért járó díjat. Szövegét rajongók és kritikusok sokféleképpen próbálták értelmezni, az Eagles tagjai a Los Angeles-i nagyvilági élet általuk bemutatott interpretációjának tartották.
A zenekar történetéről szóló 2013-as dokumentumfilmben, a History of the Eagles-ben Henley úgy nyilatkozott, hogy a dal „az ártatlanságtól a tapasztalatig vezető út leírása… semmi több”.
A Hotel Californiát megjelenése óta számos művész dolgozta fel és tűzte műsorára, a dal a nemzetközi popkultúra részévé vált. Julia Phillips amerikai filmproducer felvetette a dal filmadaptációjának lehetőségét, ám a zenekar tagjainak nem tetszett az ötlet, és így az soha nem valósult meg. A Billboard Hot 100 listáján az első helyig jutott, és számos nemzetközi slágerlistán került az első tíz közé.

## Története

### A dal keletkezése

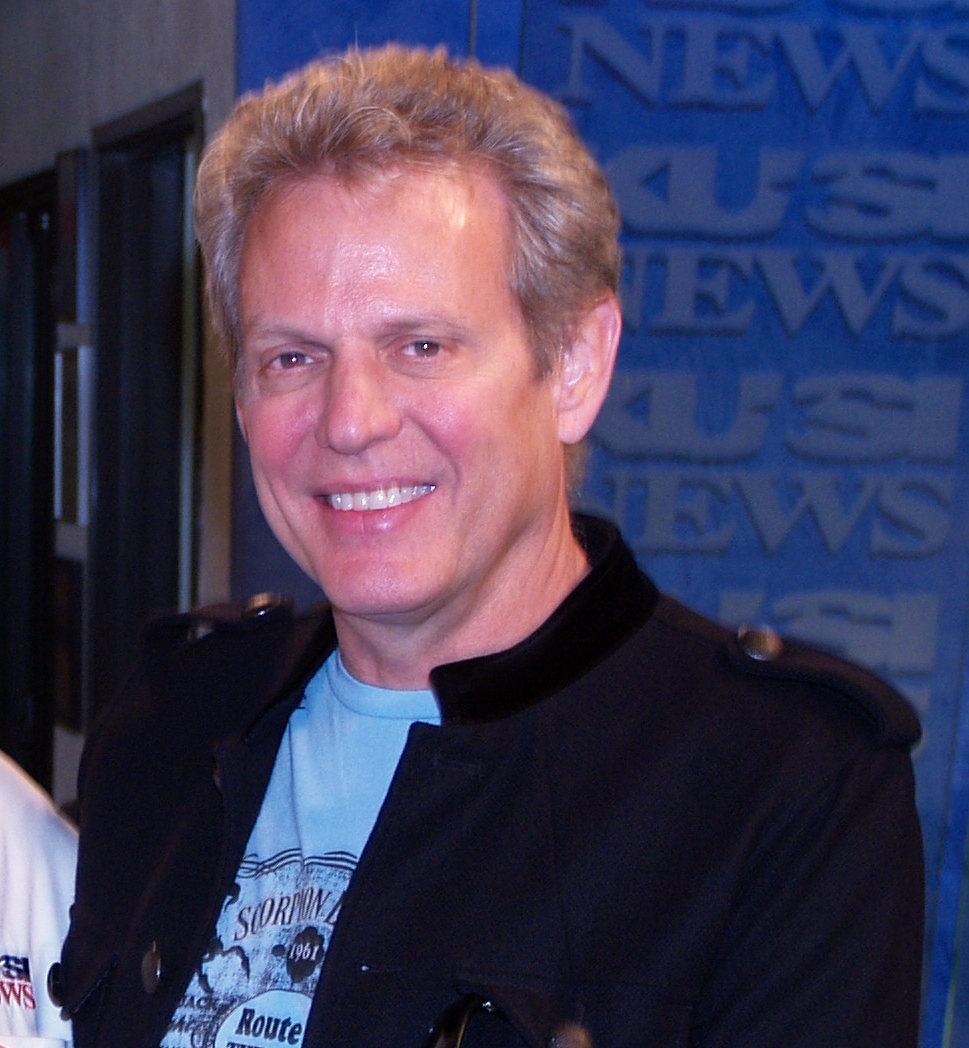
Don Felder, a dal zeneszerzője

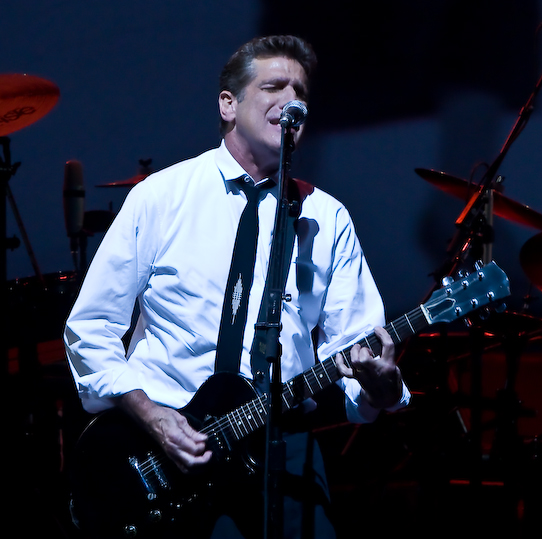
Glenn Frey, a Hotel California téma kiötlője

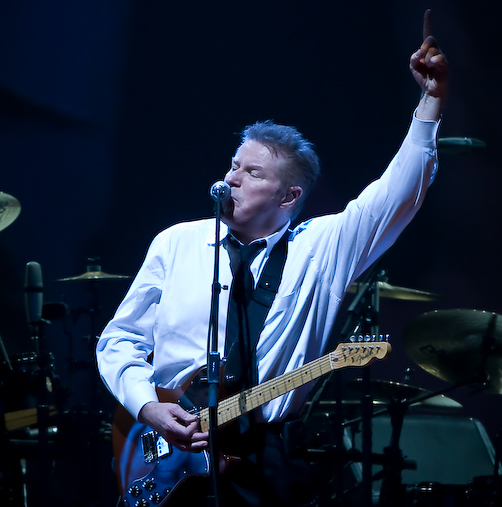
Don Henley, aki Frey-jel együtt a dal szövegét írta

A Hotel California zenéjét Don Felder komponálta egy bérelt házban Malibu Beachen. A felvételeket az egyik hálószobában készítette, a dallam fő sávjait egy Rhythm Ace zenegépen vette fel, majd egy négysávos szalagos decken adta hozzá a tizenkét húros gitár szólamát, ehhez keverte a basszust. Don Henleynek és Glenn Freynek egy-egy másolatot adott. Felder, akit egy középiskolás zenekari társa, Bernie Leadon mutatott be a zenekarnak elmondta, hogy Leadon tanácsára készített felvételeket a zenekarnak írt számairól, hogy a zenekar többi tagja, például Henley, akinek erőssége a szövegírás volt, vele együtt dolgozhasson a nekik tetsző dalok befejezésén. Bemutató zenéi mindig instrumentálisak voltak, és minden egyes album projektjére 15-16 ötlete volt. A Hotel California demófelvételén a latin zene és a reggae hatása tükröződött, ami egyből felkeltette Henley figyelmét, aki kijelentette, hogy tetszik neki a dal, ami szerinte mexikói reggae-re vagy boleróra emlékeztette, emiatt a dal első munkacíme Mexican Reggae lett.
A demófelvételt meghallgatva mind Frey, mind Henley érdeklődését felkeltette a dallam, és megbeszélték a szövegkoncepciót. 2008-ban Felder így emlékezett a szöveg megírására:
|  | „Don Henley és Glenn írta a szöveg jó részét. Olyasmi volt, mintha mindannyian éjjel autóztunk volna Los Angelesbe. Egyikünk sem származott Kaliforniából, és ha éjjel autózol L.A. felé… láthatod a horizonton ezt a parázsló fényt, és a fejedben kavargó képeket Hollywoodról és az álmaidról, szóval ilyesmi volt… amiről a dalt írni kezdtük.” |
|  | |

A Hotel California témáról Henley döntött, utalva arra, hogy akkoriban életüknek milyen szó szerinti és egyben szimbolikus központjává vált a The Beverly Hills Hotel. Henley a következőképpen emlékezett Los Angelesszel kapcsolatos személyes és szakmai tapasztalatukra: Alapos nevelést kaptunk az életről, a szerelemről és az üzleti életről. Beverly Hills még mindig egy legendás hely volt számunkra. Abban az értelemben egyfajta szimbólummá vált, a Hotel pedig mindannak a színtere volt, amit LA jelentett számunkra. Egyetlen mondatban úgy tudnám összefoglalni: ez volt az első menet vége az ártatlanság korában.
Frey egy filmszerű forgatókönyvet vázolt fel, melyben a hosszú sivatagi vezetésben elfáradt utazó egy helyet pillant meg, ahol éjszakára pihenőre térhet, de egy „különös alakok által lakott furcsa világba” csöppen, és „hamarosan kísérteties, klausztrofóbiás érzés fogja el, hogy egy nyugtalanító háló szövedékébe került, amelyből lehet, hogy soha nem szabadulhat”. Egy Cameron Crowe rendező és producer által készített interjúban Frey úgy nyilatkozott, hogy Henley-vel együtt azt szerették volna elérni, hogy a dal úgy kezdődjön, mint az Alkonyzóna egyik epizódja, majd hozzátette: „van ez a pasas, és mint a The Magus című film egyik alakját, valahányszor belép egy ajtón, mindig a valóság egy új formája fogadja. Úgy akartuk megírni a dalt, mintha az egy film lenne.” Az NBC-ben, egy Bob Costas által készített interjúban Frey úgy jellemezte a dalt, mint egy filmmontázst: „ugrás egyik jelenetről a másikra … egy pasas képe az autópályán, a szálloda képe, a pasas belép, az ajtó nyílik, fura emberek.” Majd folytatta: „úgy döntöttünk, hogy valami szokatlant hozunk létre, csak azért, hogy lássuk, képesek vagyunk-e rá." Ezek után Frey ötlete alapján Henley megírta a dal szövegét, inspirációt filmekből és színdarabokból szerzett, sőt ihletszerzés céljából ő maga is kihajtott a sivatagba.
A szöveg egy részét, például a „Her mind is Tiffany twisted, she got the Mercedes bends / She got a lot of pretty pretty boys she calls friends” sorokat Henley szakítása barátnőjével, Loree Rodkinnal ihlette. A Tiffany luxuscégre utalás a mérhetetlen gazdagság utáni vágyra utal. A sorban Henley zseniális szójátéka is megjelenik: a Mercedes Benz elferdítésében: a bends szó angolul a búvárok gyors dekompresszió okozta émelygését jelenti, a dalban a luxuskocsi által okozott szédülést. Glenn Frey-nek a The Very Best Of albumhoz fűzött magyarázó sorai szerint a They stab it with their steely knives, but they just can't kill the beast sorban a „steely” (acélos) szó a Steely Dan rockzenekar előtti játékos főhajtás volt, akik az Everything You Did című daluk szövegében utalnak az Eagles-re (Turn up the Eagles, the neighbors are listening – csavard fel az Eagles hangerejét, a szomszédok is hallgatják). Frey azt is megemlítette, hogy a dal megírását Steely Dan szövegeinek merészsége ihlette, és úgy gondolta, hogy dalukkal sikerült „tökéletes kétértelműséget elérniük”.

### Hangfelvételek
Az Eagles három különböző alkalommal vette fel a dalt Don Henley szólóénekével, kétszer a Los Angeles-i Record Plant stúdióiban, egyszer pedig Miamiban a Criteria Studiosnál. Először a riffet vették fel, de amikor az éneksáv felvételére került a sor, kiderült, hogy a hangfekvés túlságosan magas Henley énekhangjához, emiatt Felder e-mollból folyamatosan lejjebb vitte a hangnemet, míg végül h-mollnál állapodtak meg. A második felvételt amúgy is túlságosan gyors ritmusúnak ítélték. Miamiban finom módosításokat végeztek a hangszerelésen és a szövegen, majd számtalan felvételt készítettek. Ezek közül kiválasztották a legjobb öt-hat felvételt, és a legjobb részeket egymásba vágták egy felvétellé, így alakult ki a végleges változat.
Bill Szymczyk producer szerint 33 vágás volt a kéthüvelykes mesterszalagon. A befejező rész jellegzetessége egy gitárcsata Joe Walsh (aki Bernie Leadon helyére került annak 1975-ös távozása után) és Felder között. Ezt a részt Walsh és Felder három napig gyakorolta, hogy a szükséges zenei pontosságot elérjék. Walsh és Felder kezdetben improvizálni szeretett volna, de Henley ragaszkodott a Felder által készített első demófelvétel zenei alapjához.
Henley elhatározta, hogy a dalt kislemezként is kiadják, bár erre vonatkozóan Feldernek kételyei voltak, és a lemezkiadó is vonakodott, mivel a dal több mint hatperces hossza jócskán meghaladta a rádióállomások által rendszeresen játszott dalokéét. A zenekar ellenállt a kiadó kérésének, és nem volt hajlandó lerövidíteni a dalt. Végül a dalt, az albumról a New Kid in Town után másodikként, kislemezként is kiadták. Egyes külföldi kiadások esetében a lemez borítója a Hotel California album borítójának átdolgozott változata lett, melyen a Beverly Hills Hotel David Alexander által készített fotója látható, a művészeti vezető John Kosh volt.

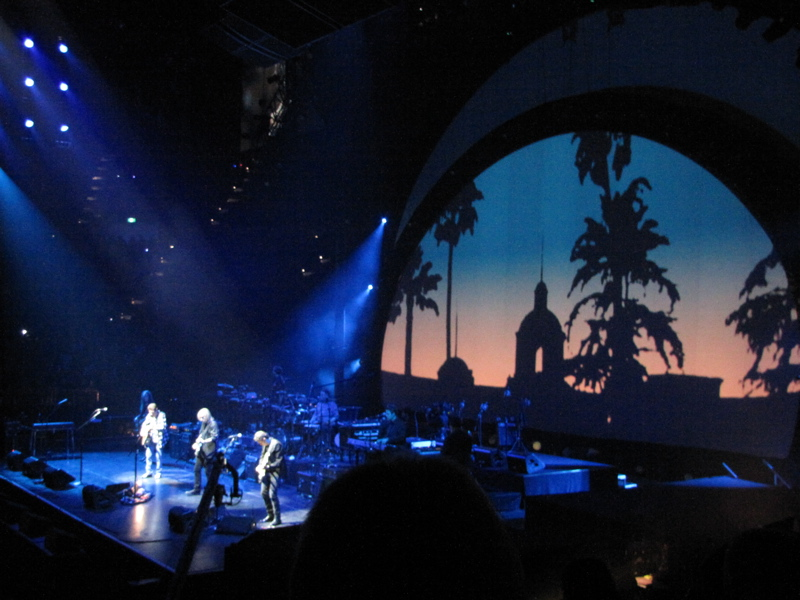
Az Eagles Ausztráliában, a Long Road Out of Eden turnéjukon

Miután a Hotel California a zenekar egyik legnépszerűbb dalává és koncertjeik állandó darabjává vált, több élő koncertfelvétel is készült. A dalról készült első élő felvétel a zenekar 1980-as Eagles Live albumán jelent meg, majd egy megnyújtott bevezetőjű akusztikus változat következett 1994-ben a Hell Freezes Over újraegyesülési koncert CD- és videokiadványán. A Hell Freezes Over koncerten készült változatban a dalt nyolc gitáron játsszák, szándékosan spanyolos hangzással, Don Felder flamenco-inspirálta feldolgozásában és intrójával.

### A slágerlistákon
A Hotel California 1977. február 26-án jelent meg a Billboard Hot 100 slágerlistán, és 1977 májusában egy hétig vezette a Hot 100 kislemezlistát. Ez volt a zenekar negyedik száma, amely az első helyig jutott. Az Easy Listening listán elért legjobb helyezése a 10. volt 1977 áprilisában. A Billboard az év végén kiadott „1977 kislemezei” listáján a 19. helyre sorolta. Első megjelenése után három hónappal megkapta az Amerikai Hanglemezgyártók Szövetségétől az aranylemezt, ami egymillió eladott példányt jelentett. 2009-ben újabb, immár platina tanúsítványt kaptak a szövetségtől egymillió digitális letöltést igazolva. Azóta újabb hárommillió letöltést regisztráltak.

### Elismerések
Az Eagles a dalért az 1978-as Grammy-díjkiosztón megkapta az év felvételéért járó díjat.
A dalt számos rockzenei lista és közvélemény-kutatás nagyra értékeli. A Rolling Stone magazin minden idők 49. legjobb dalaként értékelte. A Rock and Roll Hall of Fame szerint egyike annak az 500 dalnak, ami hatással volt a rock and roll alakulására.
Amikor az Eagles 1998-ban bekerült a Rock and Roll Hírességek Csarnokába, mind a hét korábbi és akkori tag újból összejött, és eljátszották a Hotel California számukat.
A dal gitárszólóját a Guitarist magazin olvasói 1998-ban minden idők legjobb szólójának szavazták meg, és a 8. helyre sorolták a Guitar Magazine legjobb 100 gitárszólója között. A dal bekerült a Guitar Hero World Tour zenei videójátékba is. A Guitar World magazin 2015-ös listáján az első helyet érte el a minden idők legjobb 12-húros gitáron játszott dala közt.

## Témák és értelmezések
Glenn Frey elmondta, hogy már az elején „úgy döntöttünk, hogy valami szokatlant hozunk létre, csak azért, hogy lássuk, képesek vagyunk-e rá", és hogy a dal John Fowles A mágus című regényének képzeteit kívánta utánozni, melyben egy magát vidéki szituációkkal szembetaláló ember bizonytalansága jelenik meg.
Don Henley számos értelmezését adta a dalnak, onnan kezdve, hogy „utazás az ártatlanságtól a tapasztalatig”, odáig, hogy „társadalompolitikai állásfoglalás”. Egy a Rolling Stone magazin által készített interjúban azt állította, hogy a dalt „inkább egy szimbolikus műnek szánták Amerikáról, úgy általában”, majd hozzátette: „szövege szempontjából a dal hagyományos, vagyis klasszikus konfliktusokkal foglalkozik: sötétség és fény, jó és gonosz, fiatalság és öregség, spirituális és világi. Úgy gondolom, az ember azt mondhatná, ez egy dal az ártatlanság elvesztéséről”.
A dalt úgy is jellemezték, mint ami az amerikai dekadenciáról és kiégésről, a túl sok pénzről, a korrupcióról, a kábítószerekről és az önteltségről, viszont túl kevés alázatról és szívről szól. A hedonizmus, az önpusztítás és a kései 1970-es évek zeneipari mohóságának allegóriájaként értelmezték. Don Henley „a Los Angeles-i nagyvilági élet interpretációjának” nevezte, majd később hozzátette: „ez lényegét tekintve egy dal az amerikai álom sötét oldaláról és a szertelenségről, valamiről, amiről mi sokat tudtunk”. A 2013-as History of the Eagles dokumentumfilmben Henley megismételte:
|  | „Csaknem minden albumunk megjelenése után volt valamiféle magyarázó szöveg a zeneiparról és általában az amerikai kultúráról. Maga a szálloda nemcsak a dél-kaliforniai mítoszkeltésének, hanem magának az amerikai álom mítoszkeltésének metaforájaként is felfogható, mivel csak egy hajszálvékony vonal választja el az amerikai álmot az amerikai rémálomtól.” |
|  | |

Egy 2009-es interjúban a The Plain Dealer napilap kritikusa, John Soeder megkérdezte Don Henleyt, hogy megbánta-e a „So I called up the captain / 'Please bring me my wine' / He said, 'We haven't had that spirit here since 1969'”, mivel a bort erjesztik, miközben az égetett szeszes italokat (spirits) desztillálják. Henley a következőképpen válaszolt:
|  | „Köszönöm a leckét, és nem, nem te vagy az első, aki felhívja erre a figyelmemet – és nem te vagy az első, aki teljesen félreérti a szöveget, és nem veszi észre a metaforát. Hidd el nekem, elég szeszes italt ittam már életemben ahhoz, hogy tudjam, hogyan készülnek, és mi a helyes szakkifejezés. Ez egy társadalompolitikai nyilatkozat. Nagyon sajnálnám, ha részletesen meg kellene magyaráznom neked, mivel az hiábavalóvá tenné az irodalmi eszközök használatának célját a dalírásban, és a beszélgetést kémiai folyamatokról való csacska és lényegtelen érvelés szintjére süllyesztené le.” |
|  | |

Az Encyclopedia of Great Popular Song Recordings, Volume 1 (Nagyszerű popzenei hangfelvételek enciklopédiája) című összeállításában Steve Sullivan azon elmélkedik, hogy a Hotel Califoniában az 1969 óta nem létező „spirit” utalás az 1960-as évek társadalmi aktivizmusának szellemére (spirit), és arra, hogy az 1970-es évek közepe óta létező diszkózene és popzene mennyire elfordult tőle. Más elemzések szerint az 1969 utalás az első woodstocki fesztiválra, amely az 1960-as évek ellenkultúrájának kicsúcsosodását jelentette.

### Feltételezések
A dal szövegének metaforikus alakja számos, feltételezéseken alapuló értelmezést inspirált a hallgatókban. Az 1980-as években a Wisconsin állambeli Burlington Cornerstone Church templomának tiszteletese, Paul Risley azt állította, hogy a Hotel California egy San Franciscó-i szállodára céloz, melyet Anton LaVey vásárolt meg, és hozta létre benne a Sátán Egyházát. Más szóbeszéd szerint a Hotel California a Camarillo State Mental Hospital (Camarillói Állami Elmegyógyintézet) lehet.
Az első versszakban említett „colitas” (warm smell of colitas, rising up through the air) szót szexuális utalásként vagy a marihuánára történő hivatkozásként értelmezték. A „colitas” spanyol nyelven „kicsi farkakat” jelent; mexikói szlengben pedig a kannabisz növény (marihuána) növény rügyeit értik alatta. Glenn Frey szerint: „colitas... kis farkak, a növény csúcsát jelenti”. Úgy tűnik, az Eagles menedzsere, Irving Azoff a marihuánahipotézist támogatja, azonban, mint Felder állította: „a colitas egy sivatagi növény, amely éjszaka virágzik, és egy ilyen átható, már-már visszataszító szagot áraszt. Don Henley sok változatban készítette el a dal szövegét, és a végén a colitas mellett döntött.”
A dal más értelmezéseiben heroinfüggőséget és kannibalizmust olvasnak ki belőle. A különféle értelmezésekről Henley a következőt gondolta: „annak a dalnak egyes vadabb értelmezései elképesztőek voltak. Igazából az amerikai kultúra szélsőségeiről és bizonyos általunk ismert lányokról szólt. De a művészet és üzlet közötti kínos egyensúly is benne volt.”

## Dallamszerkezet
Az intró és a verzék akkordmenete nyolc ütemből áll, mindegyik ütemhez egyetlen akkord tartozik. A nyolc ütemben hét különböző akkord hangzik el. A dal intrójában csak a nyolcadik ütemben van az első akkordismétlődés. A dal hangneme h-moll, aminek az E-dúr jelenléte némi H-dúr hangsor jelleget ad.
Az akkordok sorrendje:
Hm–F♯–A–E–G–D–Em–F♯
vagy
i–V–VII–IV–VI–III–iv–V
Ez a nyolcütemes szekvencia ismétlődik az intróban, a verzékben és a codában, harmonikus keretet adva a teljes, hosszan tartó gitárszólónak a dal végén. Az akkordmenet egy lehetséges magyarázata, hogy ez egy közönséges flamenco akkordmenet, amit andalúz kadenciának is neveznek (i–VII–VI–V fríg dallemmenettel), egymást követő kvintkörökkel vegyítve. Ereszkedő ostinato motívumával fandangónak, a barokk chaconne előfutárának tekinthető.
Ez az akkordmenetet nem gyakori, emiatt a Jethro Tull együttes frontembere, Ian Anderson rámutatott a Hotel California és az ő 1969-es Stand Up albumuk We Used to Know száma közötti hasonlóságra, arra utalva, hogy az Eagles hallhatta a dalt, amikor közösen turnéztak. Bár 1972 júniusában az Eagles kapcsolatban állt a Jethro Tull-lal, Don Felder, aki a Hotel California zenéjét írta, csak 1974-ben csatlakozott a zenekarhoz, így nem lehetett sem a közönség sorai között, sem a színfalak mögött. Felder azt állította, hogy soha nem hallott a We Used to Know-ról, és csak annyit tudott a Jethro Tullról, hogy frontemberük fuvolán játszik.
A kórus vagy refrén a hét akkordból ötöt használ, olyan szerkezetben, hogy a hangnem h-mollból a hozzá tartozó D-dúrba vált:
G–D–F♯–Bm–G–D–Em–F♯
vagy D-dúrban:
IV–I–ii–vi–IV–I–ii–III

## Feldolgozások
A Hotel California számos előadót indíttatott feldolgozások elkészítésére:
- Al B. Sure! albuma, a Private Times...and the Whole 9! 1990-ben készült.[55]
- A Gipsy Kings flamenco stílusban készített felvételt spanyol nyelven.[56]
- The Orb Jam On The Mutha néven dolgozta fel a dalt, amely 1990-ben 62. helyet ért el az Egyesült Királyság listáin.[57][58]
- Mike Piranha 1998 vette fel a Hotel Honolulu című számot, melyben kigúnyolja az Oahu szigetén történt túlfejlesztéseket, bűnözést és hasonló gondokat; a dal Hawaii-ban nagy sikert aratott.[59]
- A romániai Vama Veche saját román nyelvű szöveggel dolgozta fel a számot Hotel Cişmigiu címmel.[60]
- Az Alabama 3 2000-ben La Peste című albumában dolgozta fel a dalt.[61]
- Nancy Sinatra feldolgozása 2002-es California Girl című albumán jelent meg, az albumon Kaliforniáról szóló dalok hangzanak el.[62]
- A The Cat Empire ausztrál rockbanda francia nyelvű feldolgozást készített L'hotel de Californie címmel a Triple J rádióállomás egyik műsorához; a dal feltűnik 2005-ös válogatásalbumukban és On the Attack című 2003-as koncertalbumukban is.[63]
- A kubai Vocal Sampling a dal a cappella változatát vette fel, amely 2008-as Akapelleando című albumukon hallható.[64]
- A The Killers és a Rhythms del Mundo közreműködésével készült változat a 2009-es Művészek a Földért jótékonysági projekt keretében jelent meg a Rhythms del Mundo Classics albumon.[65]
- Frank Ocean a Hotel California teljes zenei alapját felhasználta Nostalgia, Ultra (2011) című válogatáslemezén American Wedding címmel.[66] Ezért Don Henley perrel fenyegette meg a szerzői jogok megsértése miatt.[67]

## Kulturális hatása
A Hotel California és annak szövege beleivódott világunk tágabb értelemben vett kultúrájába, számtalan író és hírmagyarázó hivatkozott rá a politikától a közösségi médián át a társadalmi jólétig terjedő kérdések megválaszolására, vagy egy adott helyzet értelmezésére. Egy közgazdász a We are programmed to receive / You can check out any time you like / But you can never leave! sorokkal próbálta bemutatni, hogy egy vonzó, Hotel California-típusú befogadó ország külföldi befektetőre ható csáberejével mennyire szemben áll az ország elhagyásának a költsége. Későbbiekben a „Hotel California-effektus” kifejezéssel hivatkoztak a pénzügyi szabályzóknak a befektetésekre gyakorolt negatív hatásaira és azokra a nehézségekre, melyekkel a külföldi befektetőknek kellett szembesülniük, amikor pénzüket ki szerették volna vinni Kínából. Hasonló gondolatok merültek fel például egy szolgáltató otthagyásával vagy a közösségi médiából való kilépéssel kapcsolatban. Ugyanezt az analógiát használták egyes elemzők a Brexittel kapcsolatban, amit „Hotel California Brexit” néven emlegettek.
Az Operation Hotel California: The Clandestine War Inside Iraq (A Hotel California-művelet: titkos háború Irakban) című könyv arról a titkos műveletről szól, amit az Iraki Kurdisztánban jelen lévő CIA-US speciális erők a dal címéről neveztek el, és ami végül az iraki háborúhoz vezetett.
Bár az Eagles híres volt arról, hogy nem szívesen adtak engedélyt dalaiknak más műsorokban való megjelenéséhez, a Hotel California mégis számos filmben és televíziós műsorban elhangzott, például A nagy Lebowskiban, melyben a Gipsy Kings játszotta, a BBC Absolutely Fabulous című szitkomjában valamint a Maffiózók című amerikai tv-sorozatban. 2015-ben az Amerikai Horror Story ötödik évadjának első epizódjában csendült fel a film végén.

## Tervezett filmadaptációk
A Rolling Stone magazin szerint Julia Phillips, a Taxisofőr és a Harmadik típusú találkozások producere érdeklődést mutatott a dal történetén alapuló film elkészítésére. A zenekar tagjai és Phillips találkoztak is a projekt megbeszélése céljából. You'll Never Eat Lunch in This Town Again című önéletrajzi könyvében Phillips azt írta, hogy a zenekar tagjaival nehéz volt szót érteni, és arrogánsak voltak. Henley szerint Phillips kokainnal kínálta a zenekar tagjait, és meghökkent, amikor visszautasították. Végül a két fél közötti feszültség vetett véget a film előkészületeinek. A Rolling Stone szerint ez a fejlemény egyáltalán nem zavarta a zenekart, mivel nem voltak különösebben elragadtatva a Hotel California filmvászonra vitelének gondolatától. Ennek oka az volt, hogy Henley attól tartott, hogy elveszti irányítását a projekt felett.

## Közreműködők
- Don Felder – 12- és 6-húros elektromos gitár, háttérvokál
- Don Henley – szólóének és háttérvokál, dob és ütőhangszerek
- Glenn Frey – 12-húros akusztikus gitár, háttérvokál
- Joe Walsh – elektromos gitár, háttérvokál
- Randy Meisner – basszusgitár, háttérvokál

## Slágerlisták és eladási minősítések

### Heti slágerlisták
| Slágerlista (1977)                     | Legjobb helyezés |
| -------------------------------------- | ---------------- |
| Ausztria (Ö3 Austria Top 40)           | 13               |
| Belgium (Ultratop 50 Flanders)         | 24               |
| Egyesült Királyság (UK Singles Chart)  | 8                |
| Franciaország (Single Top 100)         | 2                |
| Hollandia (Single Top 100)             | 6                |
| Kanada Top Singles (RPM)               | 1                |
| Kanada Adult Contemporary Tracks (RPM) | 2                |
| Németország (Media Control Charts)     | 2                |
| Norvégia (VG-lista)                    | 5                |
| Spanyolország (AFE)                    | 3                |
| Svájc (Schweizer Hitparade)            | 2                |
| Új-Zéland (Recorded Music NZ)          | 5                |
| US Billboard Hot 100                   | 1                |
| US Adult Contemporary (Billboard)      | 10               |

### Évvégi slágerlisták
| Lista (1977)                 | Legjobb helyezés |
| ---------------------------- | ---------------- |
| Canada Top 200 singles (RPM) | 8                |
| US Billboard Hot 100         | 19               |

### Eladási minősítések
| Ország                                      | Minősítés    | Darabszám |
| ------------------------------------------- | ------------ | --------- |
| Egyesült Királyság (BPI) Kislemez           | Ezüstlemez   | 250 000   |
| Egyesült Királyság (BPI) Digitális hordozón | Platinalemez | 600 000   |
| Olaszország (FIMI) Letöltés                 | Platinalemez | 30 000    |
| USA (RIAA) Kislemez                         | Aranylemez   | 1 000 000 |
| USA (RIAA) Letöltés                         | Platinalemez | 3 000 000 |

## Kislemezkiadás
- 1977. február 22-ei megjelenés:

7": Asylum Records
1. Hotel California – 6:30
2. Pretty Maids All in a Row – 4:05

## Fordítás
- Ez a szócikk részben vagy egészben  a   Hotel California című angol Wikipédia-szócikk ezen változatának fordításán alapul.  Az eredeti cikk szerkesztőit annak laptörténete sorolja fel. Ez a jelzés csupán a megfogalmazás eredetét és a szerzői jogokat jelzi, nem szolgál a cikkben szereplő információk forrásmegjelöléseként.